# Alotropy arsenu

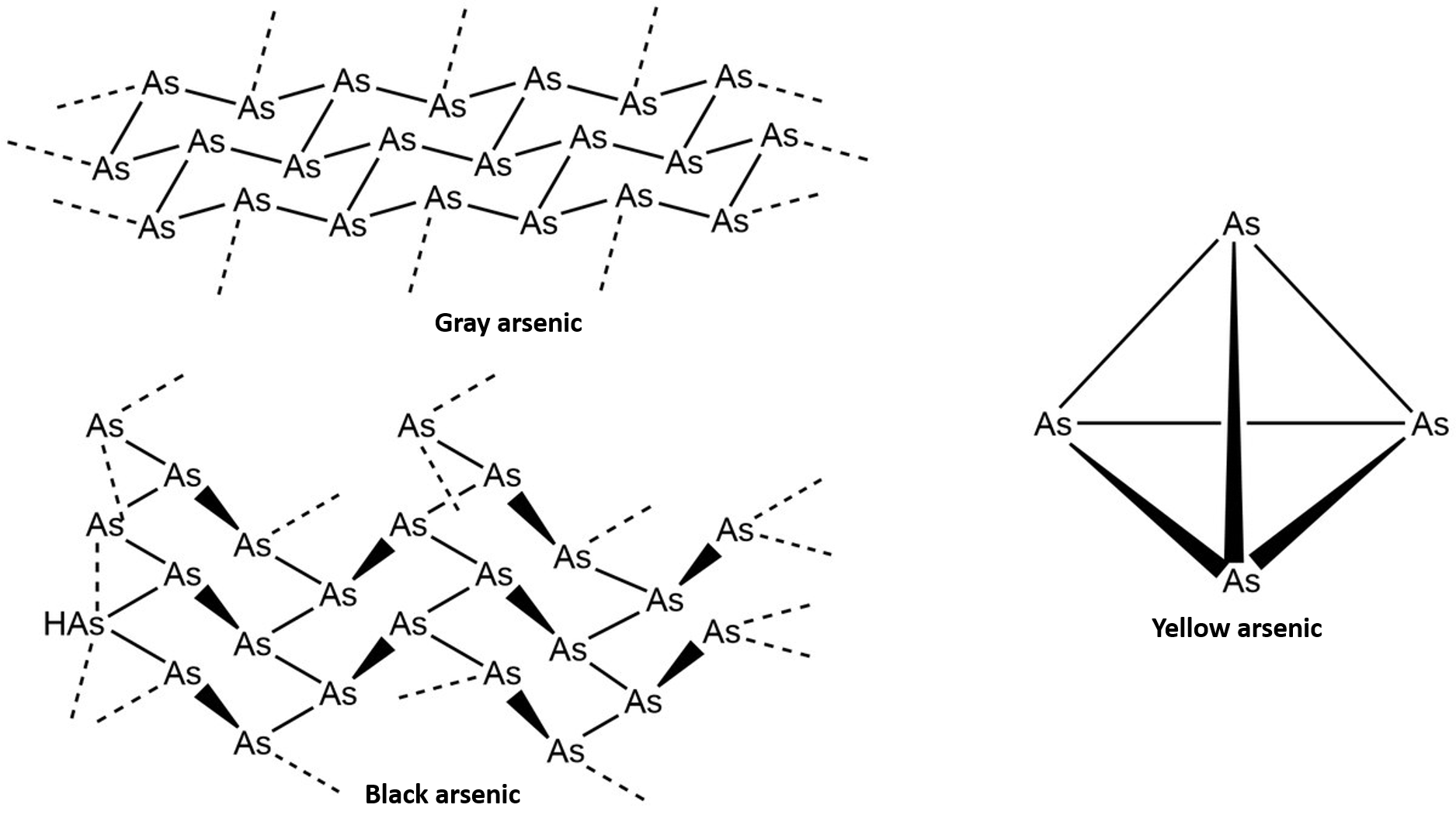
Molekulová struktura alotropů arsenu; nahoře vlevo: šedý (kovový) arsen (klencový), dole vlevo: černý arsen, kosočtverečný, vpravo: žlutý arsen, čtverečný.

Pevný arsen vytváří tři alotropy lišící se zbarvením: šedý, černý, a žlutý; tyto formy se liší také strukturou a reaktivitou, přičemž nejreaktivnější je žlutý arsen.

## Šedý arsen

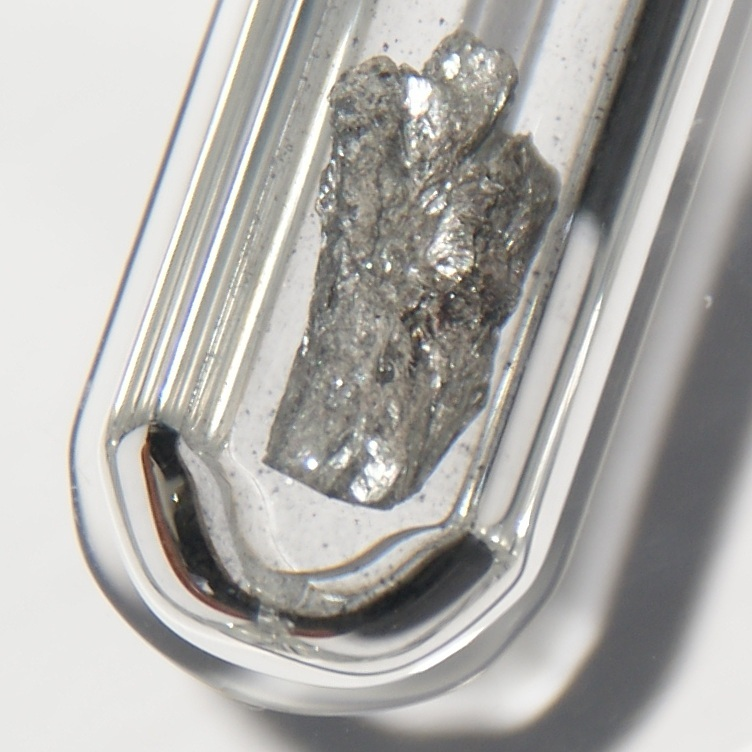
Šedý arsen

Šedý, též kovový, arsen, je za pokojové teploty nejstálejší, a je tak i nejrozšířenější formou. Jedná se o křehkou ocelově šedě zbarvenou pevnou látku, která je dobrým elektrickým vodičem.
Klencová struktura tohoto alotropu je podobná jako u černého fosforu. Jeho α-forma vytváří kruhy v židličkové konformaci ze šesti atomů arsenu, propojené do vrstev kolmých ke krystalografické ose c. Vzdálenosti mezi sousedními As ve vrstvách jsou 251,7 pm a jednotlivé vrstvy mají mezi sebou 312,0 pm. Celková struktura vykazuje narušenou osmistěnnou geometrii, v důsledku čehož má tento alotrop vlastnosti podobné kovům. Při 616 °C nastává sublimace, v plynném skupenství se původní uspořádání ztrácí a vznikají drobné shluky As4, As2, a As, ve kterých převažuje As4. Kondenzací těchto par na površích s teplotou pod 200 K se vytváří pevný žlutý arsen (As4), což je zapříčiněno nedostatkem energie pro tvorbu krystalů šedého arsenu; kondenzace za vyšších teplot vedou k amorfnímu černému arsenu - lze také izolovat krystalický černý arsen a amorfní formu je možné přeměnit na šedou. Šedý arsen je možné získat ze žlutého působením světla nebo návratem na pokojovou teplotu.

### Reakce

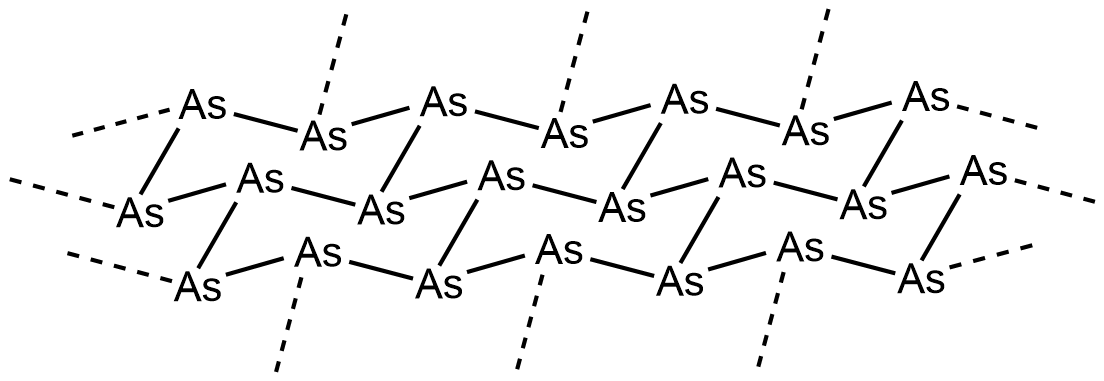
Molekulová struktura šedého arsenu

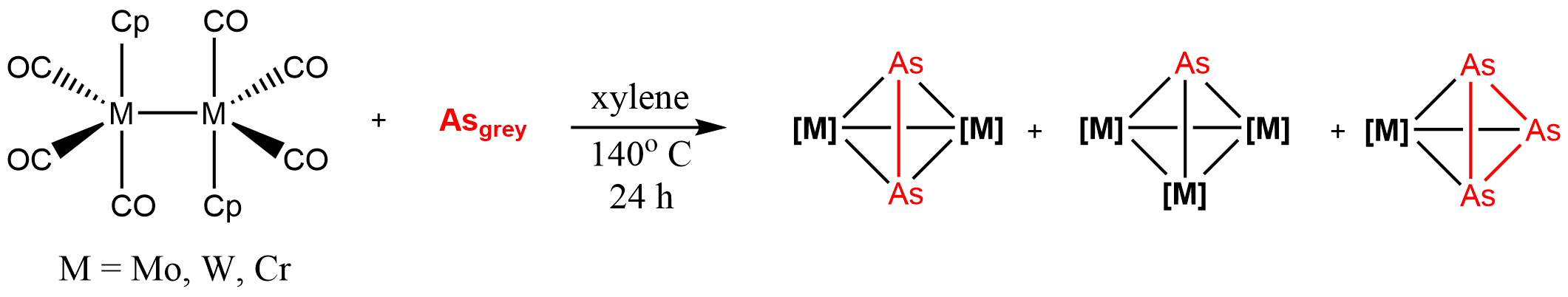
Reakce šedého arsenu

Šedý arsen je špatně rozpustný, a tak není známo mnoho jeho reakcí. Při vystavení vzduchu se oxiduje na As2O3. Jsou také popsány jeho reakce s přechodnými kovy, při těchto reakcích se odštěpuje oxid uhelnatý z cyklopentadienylových komplexů molybdenu, wolframu, a chromu a vytvořené meziprodukty reagují se šedým arsenem za vzniku molekul obsahujících jeden, dva, nebo tři atomy arsenu.

## Černý arsen

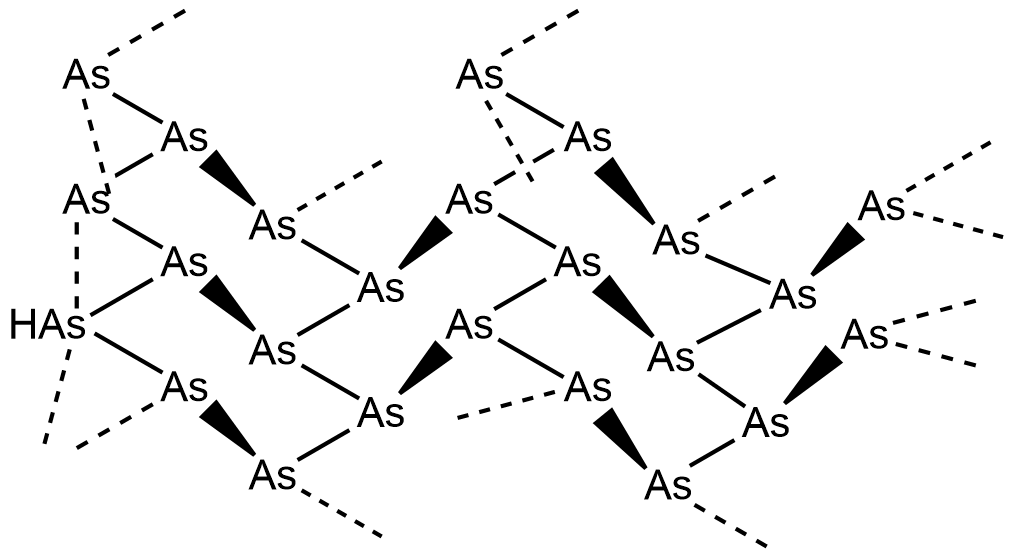
Molekulová struktura černého arsenu

Černý arsen (Asn) se připravuje ve dvou krocích; prvním je sublimace šedého arsenu a druhým následná kondenzace na zahřívaném povrchu; vzniklá struktura je arsenovým analogem červeného fosforu. Krystalický černý arsen zaujímá, pokud není dostatečně čistý, strukturu podobnou černému fosforu, s kosočtverečnými krystaly složenými z kruhů As6. Černý arsen dosud nebyl připraven bez příměsí, jako jsou rtuť, fosfor, a kyslík; čistý černý arsen byl ale nalezen v chilské provincii Copiapó. Zkoumáním minerálu arsenolampritu, nalezeného v místních jeskyních, byla zjištěna molekulová struktura se značnou anizotropií a polovodivost.

## Žlutý arsen

Molekulová struktura žlutého arsenu

Rychlou kondenzací par arsenu na chladném povrchu se vytváří žlutý arsen (As4), skládající se ze čtyřatomových molekul uspořádaných do čtyřstěnné geometrie, podobné jako u bílého fosforu. Tato jediná známá rozpustná forma arsenu je metastabilní: za pokojové teploty, případně působením světla, se přeměňuje na šedý arsen, mající nižší energii; z tohoto důvodu je třeba jej udržovat v podobě vhodné pro reakce v temném prostředí a za teplot pod −80 °C. Žlutý arsen je díky své rozpustnosti a molekulární struktuře alotropem nejvhodnějším pro zkoumání reakcí.

### Tvorba sloučenin s prvky hlavní skupiny
První aktivace prvku hlavní skupiny žlutým arsenem byla popsána v roce 1992, šlo o reakci As4 s  tetramesityldisilenem, za vzniku směsi několika sloučenin. Složení produktů bylo odlišné od obdobné reakce P4, čímž se ukázalo, že reaktivita žlutého arsenu je jiná než u bílého fosforu. První sloučenina As4 s organickým substituentem byla získána roku reakcí radikálu CpPEt. Produkt obsahoval As4 můstek, který se působením světla nebo tepla vratně přeměňoval na As4 a původní radikál. CpPEt2As4 se tak ukázal jako molekula vhodná pro „uchovávání“ žlutého arsenu, protože je za pokojové teploty ve tmě stálý, ale lze z něj uvolnit As4 světlem nebo zahřátím.

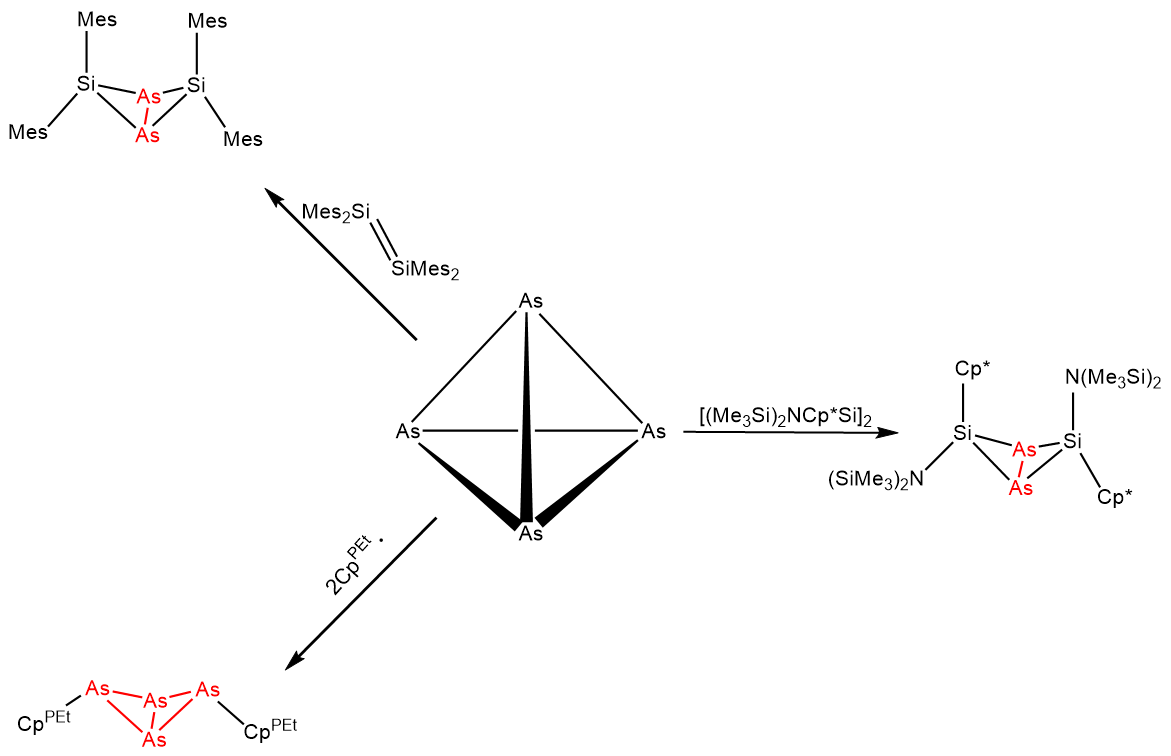
Příklady reakcí žlutého arsenu s prvky hlavní skupiny; Cp^{PEt} = C_{5}(4-EtC_{6}H_{4})_{5}), Cp^{*}=(η^{1}-Me_{5}C_{5})

Dalších reakcí žlutého arsenu s prvky hlavní skupiny se účastní shluky arsenu obsahující více než čtyři atomy. Při reakci se silylenem [PhC(NtBu)2SiN(SiMe3)2] molekuly As4 was vytvářejí shluky o deseti atomech arsenu, kde se uprostřed nachází sedm atomů.

### Reakce se sloučeninami přechodných kovů

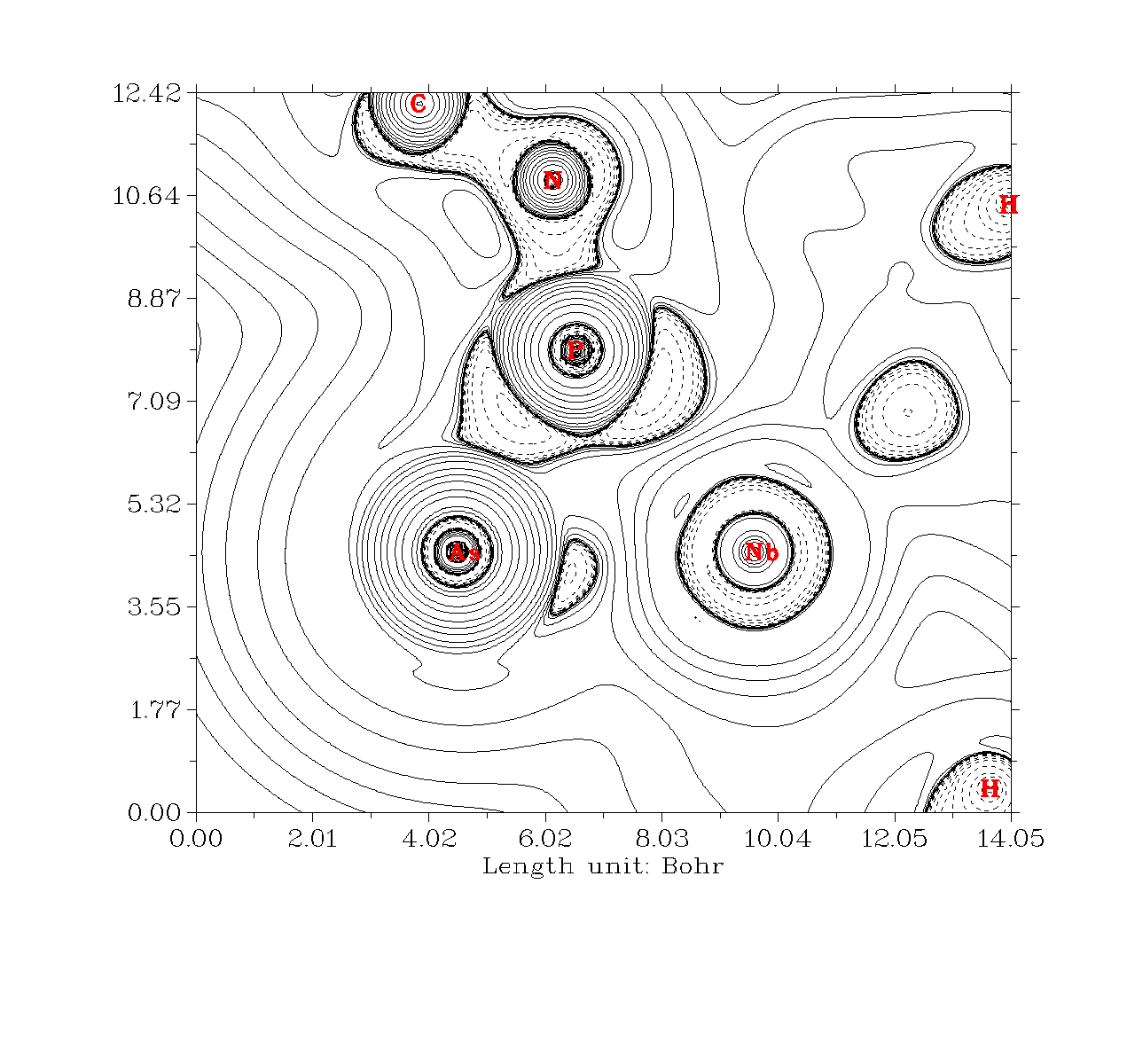
Laplaceův operátor elektronové hustoty, zobrazující topologii elektronové hustoty v komplexu Nb/As/P

#### U prvků 4. a 5. skupiny
Žlutý arsen může reagovat s prvky 4. a 5. skupiny. S komplexy zirkonia obsahujícími karbonylové ligandy a deriváty cyklopentadienylu ve vroucím xylenu způsobuje odštěpování CO a navazování skupin As4 za tvorby η1:1-produktů. Při téže reakci se také vyvořilo stopové množství zirkoniového dimeru obsahujícího můstkovou skupinu (μ,η2:2:1-As5), což činí připravené komplexy použitelnými jako nosiče As4.
Podrobněji byly zkoumány reakce arsenu s prvky 5. skupiny, kde jsou známy příslušné komplexy niobu i tantalu.

#### S kovy 6. skupiny

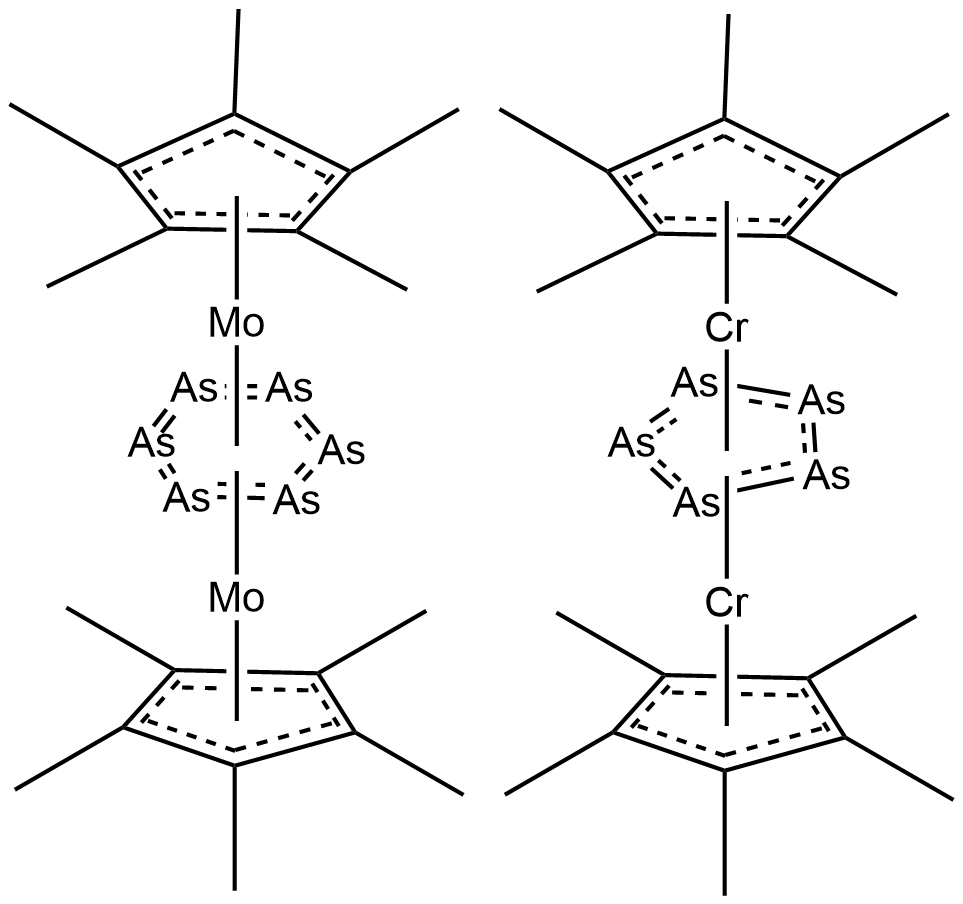
Trojvrstvé sendvičové komplexy arsenu

Reakce žlutého arsenu s kovy 6. skupiny probíhají nejčastěji jako termolytická odštěpování oxidu uhelnatého z karbonylových komplexů chromu a molybdenu. Jako příklady lze uvést tvorbu trojvrstvých komplexů [(CpRMo)2(μ,η6-As6)] a [{CpRCr}2(μ,η5-As5)] reakcemni příslušných dimerních sloučenin molybdenu a chromu. Tyto komplexy obsahují tři rovinné kruhy, které jsou navzájem rovnoběžné. V obou případech reakce vyžadují tvrdé podmínky, jako jsou vroucí xylen; mírnějších reakčních podmínek lze dosáhnout použitím stericky mohutnějších ligandů. Sloučeniny typu Mo(N(tBu)Ar)3, které také štěpí trojné vazby N-N, reagují se žlutým arsenem za vzniku molekul obsahujících koncové arsenové skupiny připojené na kovová centra trojnými vazbami - jedná se o jedny z mála známých sloučenin s koncovými atomy arsenu.
Nízké aktivační energie pro reakce s As4 mají i komplexy s násobnými vazbami mezi kovy. Sloučeniny obsahující paterné vazby chrom-chrom reagují se žlutým arsenem za vzniku komplexů s čtveřicí atomů arsenu vytvářející přibližně čtyřstěnnou strukturu, kde jsou na každý atom chromu navázány tři atomy arsenu.

#### S kovy 8. a 9. skupiny

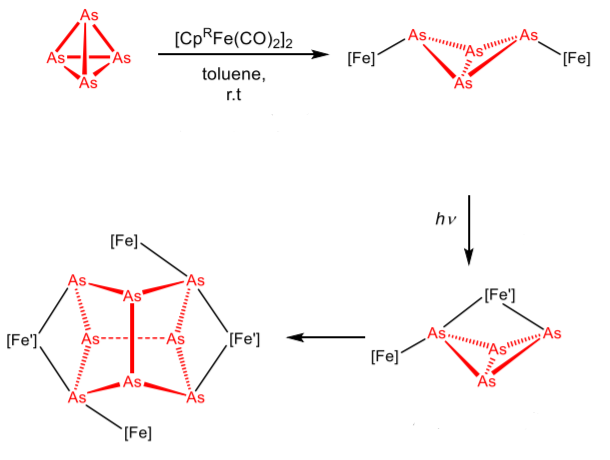
Reakce žlutého arsenu s komplexy železa obsahujícími cyklopentadienylové skupiny

Kovy 8. a 9. skupiny mají popsán největší rozsah reakcí s arsenem, pžičemž se nejvíce zkoumají reakce As4 s komplexy železa a kobaltu. Komplexy železa typu (CpRFe(CO)2]2 reakcemi se žlutým arsenem, podobně jako jako u sendvičové komplexy chromu a molybdenu, vytvářejí trojvrstvé produkty. Podařilo se izolovat meziprodukt těchto reakcí, pentaarsaferrocen ([CpRFe(μ5-As5)]), který má jeden cyklopentadienylový ligand nahrazen cyklickým As5, s vazbami As-As o délkách 231,2 pm. Tuto reaktivitu lze upravovat navázáním objemnějších ligandů. Záměna cyklopentadienylových skupin za objemnější vede k odlišným produktům. Působení světla vyvolává odpojování dalších CO ligandů a tvorbu můstkového komplexu, který se následně přesmykuje na komplex obsahující centrální skupinu As8; tento tetraaniontový ligand tvoří osmičlenný kruh propojující celkem čtyři atomy železa.
Podobně reaguje žlutý arsen i se sloučeninami kobaltu. Dalším příkladem může být reakce As4 s tetrafluorboritanem kobaltnatým za přítomnosti 1,1,1-tris(difenylfosfinomethyl)ethanu, kdy vzniká komplex obsahující cyklické skupiny As3 spojující dva atomy kobaltu. Reakce dimeru [Cp*Co(CO)]2 se žlutým arsenem vytváří řadu různých produktů obsahujících můstkové arsenové skupiny.
Obdobné reakce jsou popsané i u komplexů rhodia.

#### Reakce s kovy 10. a 11. skupiny
U kovů 10. a 11. skupiny jsou nejpodrobněji popsány reakce žlutého arsenu sw sloučeninami niklu a mědi. Tetrafluorboritany niklu podobně jako u kobaltu vytváří produkty se sendvičovou strukturou s centrem tvořeným cyklickou As3 skupinou. Podobně jako u železa reakce cyklopentadienyl-karbonylových komplexů s As4 vedou v závislosti na velikosti dalších přítomných liugandů k různým produktům, jejich vlastnosti a geometrická struktura se ale liší od produktů reakcí sloučenin železa.
Reakcí komplexu [L2Cu(NCMe)] (L2 = [{N(C6H3iPr2-2,6)C(Me)}2CH]) se žlutým arsenem vzniká dimer s As4 můstkem [{L2Cu}2- (μ,η2:2-As4)].